# Tommaso Campanella
Tommaso Campanella (Stilo, Calabria, 1568. szeptember 5. – Párizs, 1639. május 31.) olasz filozófus, domonkos-rendi szerzetes.

## Életútja

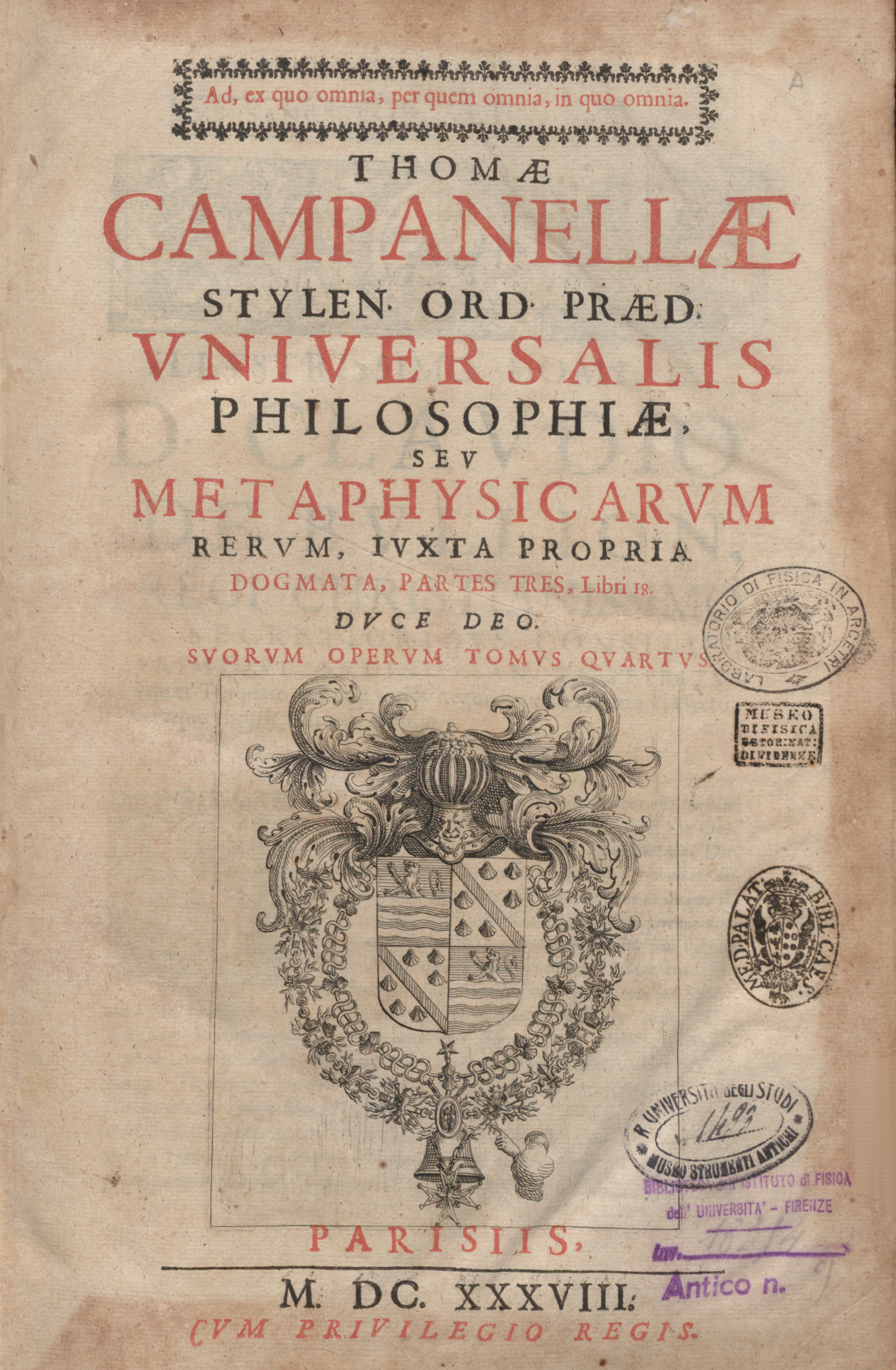
Metaphysica, 1638

Nápolyban és Cosenzában tanult filozófiát. Ez utóbbi helyen, ahol az ottani akadémia alapítójának, Bernardino Telesiónak tanai még életben voltak, Campanella eltért az arisztotelészi skolaszticizmustól. Szabadelvű nyilatkozataiért s azon gyanúból, hogy részt vett az ellene szőtt összeesküvésben, a spanyol kormány 1599-ben elfogatta és kínoztatta. 27 évig maradt fogságban, míg végül VIII. Orbán pápa az alatt az ürügy alatt, hogy mint eretneket megbüntesse 1626-ban kiszabadította. Erre a látszat kedvéért a római inkvizíció börtönébe zárták, de 1629-ben tekintélyes évi járadékkal szabadon bocsátották és VIII. Orbán pápa bizalmas embere lett. Minthogy a spanyolok újból üldözni akarták, 1634-ben Franciaországba menekült, ahol Párizsban nagy kitüntetéssel fogadták. Szám szerint 82 irata a filozófia, természettudomány, asztronómia, asztrológia, orvostan, teológia, dogmatika, etika és államtudományok körébe tartozik. Iratai legnagyobb részét a börtönben készítette, de azért külföldön is ismeretesekké lettek azok, mert a szász Tobias Adami, aki a börtönben ismerkedett meg vele, kinyomtatta azokat Németországban. Hasonló történt a fogságbán írt kanzonáival és szonettjeivel, melyeket Adami Scelta d'alcune poesie filosofiche di Septimontano Squilla címen adott ki. Ezek egy részét Herder németre is lefordította. Védelmezvén a katolicizmust és papizmust (Monarchia Messie, Aix, 1633 és Discors, i della libertá e deMa felioe suggestione allo stato 'ecclesiastico, uo. 1633), megnyerte a pápa kegyét. Mint a pápai világuralom védelmezője a Civitas solis-ban hevesen polemizált Machiavellivel, aki a független; olasz nemzeti állam-eszméje mellett küzdött. Campanella összes műveit Alessandro Ancona adta ki Opere di Tommaso Campanella címen (2 köt. Torino 1854). 
Művei közül felemlítendők: De sensu rerum et magia (Frankfurt, 1620, 2. kiad. Párizs, 1636); Atheismus triumphatus, nec non de gentilismo non retinendo (Párizs, 1636, 2. kiad. 1638); Civitas solis és Philosophia epilogistica realis (Frankfurt, 1623, a kettő külön-külön Utrecht, 1643).

## Filozófiája
Campanella filozófiai nézetei részben Telesio szenzualizmusán alapulnak. Isten kétféleképpen nyilatkoztatta ki magát: először a természetben másodszor a Bibliában; az elsőn alapul a filozófia, a másikon a hit. Campanella filozófiája némiképp hasonlít Descartes-éhoz, és Kantéhoz; felfogása, hogy a szubjektum a megismerés alapja az egész világegyetemre nézve hogy a megismerés dolgában érzékeinkre vagyunk korlátozva és hogy az érzésekben aktív és passzív (szubjektív és objektív) momentum van. A világegyetem létrejöttét Campanella az újplatonikus felfogás szerint az istenség emanáciájának vallja. Kedvenc tana Campanellának, hogy a dolgok általában lélekkel bírnak s erre alapozza az ösztönökre, jóslásokra és mágikus viszonyokra vonatkozó nézeteit.

## Magyarul
- Napállam és politikai aforizmák; ford., bev. Lányi Margit, versford. Erdődy János; Phőnix, Bp., 1942 (Klasszikus írások)
- Giordano Bruno – Galilei – Campanella; tan. C. Ionescu Gulian, Ion Banu, ford. Jánosházy György, Kiss Géza; Tudományos, Bukarest, 1952
- A napváros / Vitás kérdések a legjobb köztársaságról; ford., bev., jegyz. Sallay Géza; Kriterion, Bukarest, 1970 (Téka)
- A Napváros; ford., előszó, jegyz. Sallay Géza; 2. átdolg. kiad.; Nippon, Bp., 1996 ISBN 9638535652

## További információ
- Kováts Gyulaː Civitas solis. A közösség és a nevelés kérdései Tommaso Campanella utópiájában; Istituto Italiano, Bp., 1943